# Шелест Юлій Володимирович
Шелест Юлій Володимирович (*25 травня 1937 — 23 липня 2009) — український критик, журналіст, дисидент.
Народився 25 травня 1937 р. в с. Луб'янка Київської області в родині службовця. Закінчив факультет журналістики Київського державного університету ім. Т. Шевченка (1958). Працював в органах преси. В 1964 — 1967 рр. навчався в аспірантурі Інституту мистецтвознавства, фольклористики та етнології ім. М. Т. Рильського АН України.
Друкував статті з питань кіномистецтва. Працював в газетах «Вечірній Київ», «Сільські вісті», «Старожитності».

## Кінокритик
Ю. Шелест закінчив журналістський факультет (перший набір) університету ім. Т. Шевченка в 1958 р. З цього факультету вийшло п'ять лауреатів Шевченківської премії і 18 членів спілки письменників України: Б. Олійник, В. Крищенко, А. Перепадя, С. Колесник, В. Гужва, М. Сом та ін. Часи відлиги спонукали до свободи й правди. Ю. Шелест вчився добре, вивчав мови, багато читав. По закінченні університету вступив в аспірантуру при Інституті етнографії, фольклору та мистецтвознавства, де директорував славнозвісний Максим Рильский. Юлій Володимирович узяв тему з кіномистецтва. З нього, напевно, вийшов би небуденний мистецький критик. Але він був людиною, що не могла змовчати, там де була фальш. Написав різку рецензію на повний радянського офіціозу фільм Тимофія Левчука «Два роки над прірвою» (1966) про підпільну роботу Івана Кудрі . Рецензія мала розголос, її обговорювали в пресі.
Ю. Шелест критикував фільм за малохудожність, схематизм і плакатність, відсутність композиційної чіткості тощо суто мистецькі недоліки. Влада ж побачила «ідеологічну вилазку» на фільм класика української кінематографії, на стрічку важливого ідейно-політичного змісту, а отже, такого фільму, який не міг бути, за мірками комуністичної пропаганди, поганим. Уже за місяць з'являється відповідь «недобросовісному» критику в стилі 1937 р.: «не читав, але таврую», — двох представників «творчої інтелігенції» — інженера Інституту органічної хімії АН УРСР Н. Кондратенка і його «знайомого» співавтора — студента історичного факультету університету ім. Т. Шевченка В. Нагорного.
Ця стаття коштувала Шелесту місця в Інституті мистецтвознавства, звідки його вигнали в 1967 р. , закривши дальший шлях до самореалізації в науковому світі. Після цього в академічних інститутах місця для нього вже не було.